# 존 프루시안테
존 앤서니 프루시안테(John Anthony Frusciante, 1970년 3월 5일 ~ )는 미국의 음악가이다. 레드 핫 칠리 페퍼스의 기타리스트로 잘 알려져 있으며, 솔로 활동도 하고 있다.
1988년에 레드 핫 칠리 페퍼스에 합류한 프루시안테는 1989년에 발표한 《Mother's Milk》와 다음 음반 《Blood Sugar Sex Magik》에 참여하였다. 하지만 1992년에 밴드를 탈퇴한 이후, 그는 오랜 기간 동안 헤로인 중독에 빠져 지냈다. 그는 이 기간 동안 첫 솔로 음반 《Niandra Lades and Usually Just a T-Shirt》를 발표하기도 하였다. 1998년, 약물 중독을 극복해낸 그는 다시 레드 핫 칠리 페퍼스에 합류하여 현재까지 밴드와 솔로 활동을 겸하고 있다. 존 프루시안테는 《롤링 스톤》이 2003년 발표한 "The 100 Greatest Guitarists of All Time"에 18위에 올랐다.

그는 2006년 레드 핫 칠리 페퍼스의 《Stadium Arcadium》 투어를 한 후 2009년 12월 16일 자신의 솔로 앨범 작업을 위해 밴드를 탈퇴하였다.

## 음반 목록

#### 정규 음반
- 《Niandra Lades and Usually Just a T-Shirt》(1994년)
- 《Smile from the Streets You Hold》(1997년)
- 《To Record Only Water for Ten Days》(2001년)
- 《From The Sounds Inside》(2001년)
- 《Shadows Collide with People》(2004년)
- 《The Will to Death》(2004년)
- 《Inside of Emptiness》(2004년)
- 《A Sphere in the Heart of Silence》(2004년)
- 《Curtains》(2005년)
- 《The Empyrean》(2009년)
- 《PBX Funicular Intaglio Zone》(2012년)
- 《Enclosure》(2014년)

#### EP 음반
- 《Estrus EP》(1997년)
- 《Going Inside》(2001년)
- 《DC EP》(2004년)
- 《Letur-Lefr》(2012년)
- 《Outsides》(2013년)

#### 프로젝트 밴드 Ataxia
- 《Automatic writing》(2004년)
- 《Ataxia II》(2007년)

### 레드 핫 칠리 페퍼스
- 《Mother's Milk》(1989년)
- 《Blood Sugar Sex Magik》(1991년)
- 《Californication》(1999년)
- 《By the Way》(2002년)
- 《Stadium Arcadium》(2006년)